# 46. Kurentovanje (2006)
Kurentovanje 2006 je bil šestinštirideseti uradni ptujski karneval, med 18. in 28. februarjem.
Letos so se odločili za kar nekaj sprememb in novosti, saj so želeli pustovanje ponovno pripeljati bližje središču mesta. Organizator je bila že petič zapored Lokalna turistična organizacija Ptuj (LTO) in s tem tudi zadnjič. Glavni vodja letošnjega Kurentovanja je bil Aleksander Dolenc (v.d. direktorja LTO Ptuj), Milan Gabrovec je bil vodja etnografskega in karnevalskega dela, programski vodja pa Boštjan Lesjak. 
Karnevalski šotor so prestavili v staro mestno jedro na tržnico, da bi bili bližje samemu dogajanju. Na pobudo Slavka Visenjaka je Lions Club Ptuj prvič organiziral dobrodelno Obarjado. Prvič pa so tudi organizirali veliko otroško in mladinsko povorko in bogatim animacijskim programom. Pohvalo si zasluži Turistično društvo Ptuj, ki mu je vsaj za pust uspelo na Ptuj pripeljati turistični vlakec, kakršen naj bi turiste vozil po ptujskih ulicah in trgih.
Organizatorje je letošnje kurentovanje stalo 57.420.000 tolarjev (30% za oglaševanje, 30% za zabavno-kulturni program, 19% za postavitev obeh šotorov, 12% za nočitve in prehrano maskam v povorkah).
Prihodki so znašali 57.970.000 tolarjev (33% od sponzorskih sredstev, 15% je prinesla prodaja vstopnic, 8,3% je primaknila Mestna občina Ptuj, 29,3% so dali oglaševalci in 14,93% drugi).

## Celoten spored kurentovanja

### Uvod v pustni čas
| Od   | Dogodek                     | Dan                                                                                   | Obisk        |
| ---- | --------------------------- | ------------------------------------------------------------------------------------- | ------------ |
| 2001 | 6. kurentov (korantov) skok | Polnočno obredje ob ognju na Zokijevi domačiji v Budini (Svečnica – 2. na 3. februar) | 300 kurentov |

### Glavni tradicionalni dogodki
| Od   | Dogodek                            | Dan                       |
| ---- | ---------------------------------- | ------------------------- |
| 1998 | 8. Otvoritvena etnografska povorka | predpustna sobota (18.2.) |
| 2006 | 1. otroška in mladinska povorka    | pustna sobota (25.2.)     |
| 1960 | 46. mednarodna karnevalska povorka | pustna nedelja (26.2.)    |
| 1960 | 46. Pokop pusta                    | pustna torek (28.2.)      |

### Karnevalski šotor
| Od   | Dogodek                              | Dan                   |
| ---- | ------------------------------------ | --------------------- |
| 1994 | 13. Veliki karnevalski ples v maskah | pustna sobota (26.2.) |

### Spremljevalni program
| Od   | Dobrodelni kuharski dogodek | Dan                       | Obisk   |
| ---- | --------------------------- | ------------------------- | ------- |
| 2006 | 1. Obarjada                 | predpustna sobota (18.2.) | več sto |

| Od   | Študentski dogodek                   | Dan                   |
| ---- | ------------------------------------ | --------------------- |
| 2000 | 7. Kurentanc (Dvorana Mladika, Ptuj) | pustna sobota (25.2.) |

## Glavni dogodki

### 6. Kurentov skok (2.2.–3.2)
Zvonko Križaj oziroma 2. princ ptujskega karnevala "Matevž Zoki II" je hotel obuditi običaj iz otroštva, ko so si njegov oče in sosedje na Svečnico točno ob polnoči, prvič nadeli zvonce. Za to se je odločil da uvede novost, t.i. Kurentov skok, na njegovi domačiji v Budini ki pomeni uradni vstop v pustni čas. Za ta dogodek je značilno, da si kurenti ne nadenejo kožuha in maske, le zvonce, ježevke in gamaše. Letos se je zbralo 300 kurentov.

### 8. Srečanje slovenskih pustnih etnografskih likov in mask (18.2.)
18. februarja, ob 11. uri dopoldan, je bila otvoritvena slovesnost pred mestno hišo, ko je 7. princ karnevala Klinc Hauptmann Spuhljanski (Marko Klinc) od ptujskega župana Štefana Čelana za 11 dni prevzel mestno oblast. Sledil je že osmi Prikaz slovenskih pustnih etnografskih likov in mask, skupaj je nastopilo 850 etnografskih mask, od tega skoraj 500 kurentov, kar je bilo za organizatorje svojevrstno presenečenje. Poleg tradicionalnih ptujskih likov so prišli tudi pusti mozirski s svojo pustno kraljico, ki se je srečala z dosedanjimi princi karnevala, pa koši šoštanjski in škoromati, prvič pa so na Ptuj prišli kosci in orači iz Dobove. Organizatorji so obžalovali, da na Ptuj ne prihajajo več cerkljanski laufarji, cerkniška coprnica in pa druge tradicionalne slovenske pustne skupine, kot v prvih letih kurentovanja. Sočasno je potekala prva dobrodelna obarjada, odprli pa so tudi šotor.

### 1. Obarjada. Novostǃ (18.2.)
18. februarja, na predpustno soboto, hkrati z etnografsko povorko, na pobudo Slavka Visenjaka iz Perutnine Ptuj, je takrat Lions Club Ptuj organiziral prvo dobrodelno Obarjado, novost, ki je na Ptuju dotlej niso bili vajeni. Ta je potekala na dvorišču Ptujske kleti, zbralo pa se je več sto obiskovalcev. 
13 ekip s po tremi člani pa je skuhalo 700 porcij obare, mnogo premalo za vse. Takoj je bilo jasno, da bo treba naslednje leto občutno povečati število kotlov ali pa nabaviti večje. Visenjak je dejal da so zadovoljni saj je 17 ekip prispevalo vsaka po 120.000 tolarjev, skupaj več kot 2 milijona tolarjev.

### 1. Otroška in mladinska pustna povorka (25.2.)
25. februarja, na pustno soboto, ob 11. dopoldan, je bila na sporedu prva otroška in mladinska povorka. Sam sprevod po mestnem jedru je bil zaradi slabega vremena (dežja) sicer odpovedan, so se pa najmlajši vseeno predstavili na Mestnem trgu in kasneje v karnevalskem šotoru, ta pa je bil nabito poln, kjer so jih pogostili s krofi in čajem. Če že niso imeli sreče z vremenom, pa so jo imeli z udeležbo, saj so prišle vse napovedane skupine.
- Vrtec Ptuj (okrog 100 mask; marjetice, mačke, psičke, kokoši in želve)
- OŠ Ljudski vrt (s podružnico Grajena)
- OŠ Olga Meglič
- OŠ Ljudevita Pivka
- OŠ Mladika (Alibaba in 40 razbojnikov)
- OŠ Breg
- OŠ Destrnik-Trnovska vas (pikapolonice)
- OŠ Kidričevo z gosti iz OŠ Pećina (športniki, navijači)

### 7. Kurentanc (25.2.)
25. februarja, na pustno soboto, je Klub ptujskih študentov (KPŠ) organiziral sedmo študentsko zabavo v maskah, v ptujski dvorani Mladika.

### 13. Veliki karnevalski ples v maskah (25.2.)
25. februarja, na pustno soboto je potekal osrednji dogodek v šotoru, karnevalski ples v maskah, kjer pa so sedmim najizvirnejšim pustnim skupinam podelili nagrade v vrednosti 515,000 tolarjev. Prve nagrade je dobila skupina »Gripozno labodje jezero«, drugi so bili »Ribiči in mala morska deklica«, tretja nagrada pa je šla skupini »Ptičja gripa iz Kranja«; vsi so opozarjali na trenutno dogajanje v svetu. Prišlo je približno 3500 ljudi.

### 46. Mednarodna karnevalska povorka (26.2.)
26. februarja, ob 14. uri, na pustno nedeljo, je na mednarodni karnevalski povorki, ki jo je obiskalo okrog 45.000 ljudi, nastopilo okoli 2400 mask iz 72 skupin. Domačim tradicionalnim in pustnim skupinam so se pridružile še skupine iz Avstrije, Hrvaške, Bolgarije in Črne gore.
V ptujski Mestni hiši in pred njo se je na pustno nedeljo trlo pomembnih gostov, več kot 100 jih je prišlo na Ptuj. Med njimi častni pokrovitelj in minister za kulturo Vasko Simoniti, Franc Pukšič in Branko Marinič (oba poslanca), državni sekretar na MNZ Zvonko Zinrajh, predstavniki in župani partnerskih mest Burghausna, Niša, Arandjelovca, Ohrida Bärnbacha, Varaždina, Dobrle vasi in Sikloša. Prišla sta tudi ameriški veleposlanik Thomas B. Robertson in finska veleposlanica Brigitta Stenius Mladenov. Na že osmo srečanje misic so prišle Sanja Grohar, Živa Vadnov, Tina Zajc in Tatjana Caf.

### Pustni ponedeljek (27.2.)
27. februarja, na pustni ponedeljek v karnevalskem šotoru, je bila popoldan med 17. in 19. uro tradicionalna otroška maškarada, zvečer pa kavbojski "Texas Western Night", ko so za ameriško zabavo poskrbeli Brendi, Irena Vrčkovnik s spremljevalno skupino in skupina Dežur.

### 46. Pokop pusta (28.2.)
Na pustni torek, 28. februarja, so tudi uradno pokopali pust, sedmi princ karnevala pa je predal oblast ptujskemu županu. Vsi uradi, trgovine in šole so se zaprli že dopoldan. Popoldan je bilo v šotoru pustno rajanje osnovnošolcev ob 20. uri pa še finale z Atomik Harmonik in Saško Lendero.

## Karnevalski šotor
Med 18. in 28. februarjem je karnevalski šotor stal že trinajsto leto zapored; a letos na novi, tokrat že peti različni lokaciji, na mestni tržnici, saj so s tem približali in obogatili dogajanje v starem mestnem jedru, ki je v prejšnjih letih zaradi šotora na "oddaljeni" lokaciji kar nekoliko samevalo.

### Mestna tržnica Ptuj
| Datum | Vsi nastopajoči                                              | Dan                   |
| ----- | ------------------------------------------------------------ | --------------------- |
| 18.2. | ↓ VROČA OTVORITEV (ob 20. uri) ↓                             | predpustna sobota     |
| 18.2. | Natalija Verboten s spremljevalno skupino                    | predpustna sobota     |
| 19.2. | SLOVENSKA OTROŠKA MAŠKARADA PIKAPOLONICE (od 10 do. 13. ure) | predpustna nedelja    |
| 19.2. | z Romano Kranjčan (organizator; Pikapolonica-otrok za vse)   | predpustna nedelja    |
| 19.2. | ↓ TURBO FOLK (ob 20. uri) ↓                                  | predpustna nedelja    |
| 19.2. | Boštjan Konečnik, Skuter in Baby Twins                       | predpustna nedelja    |
| 20.2. | OTROŠKE PUSTNE DELAVNICE (od 10. do 13. ure)                 | predpustni ponedeljek |
| 20.2. | ↓ VEČER UNIFORM (ob 20. uri) ↓                               | predpustni ponedeljek |
| 20.2. | Partizani in Gamsi                                           | predpustni ponedeljek |
| 21.2. | OTROŠKE PUSTNE DELAVNICE (od 10. do 13. ure)                 | predpustni torek      |
| 21.2. | ↓ MED NEBESI IN PEKLOM (ob 20. uri) ↓                        | predpustni torek      |
| 21.2. | Rebeka Dremelj, Domen Kumer in Fireshow                      | predpustni torek      |
| 22.2. | OTROŠKE PUSTNE DELAVNICE (od 10. do 13. ure)                 | pustna sreda          |
| 22.2. | ↓ CIGANSKI VEČER (ob 20. uri) ↓                              | pustna sreda          |
| 22.2. | Torpedo in Adam Bicskey                                      | pustna sreda          |
| 23.2. | OTROŠKE PUSTNE DELAVNICE (od 10. do 13. ure)                 | pustni četrtek        |
| 23.2. | KUBANSKI VEČER (ob 20. uri)                                  | pustni četrtek        |
| 24.2. | OTROŠKE PUSTNE DELAVNICE (od 10. do 13. ure)                 | pustni petek          |
| 24.2. | ↓ VEČER BLIŠČA IN SLAVE (ob 20. uri) ↓                       | pustni petek          |
| 24.2. | Omar Naber s spremljevalno skupino, G-spot                   | pustni petek          |
| 25.2. | ↓ PUSTNI PLES V MASKAH (ob 20. uri) ↓                        | pustna sobota         |
| 25.2. | Nuša Derena s spremljevalno skupino, Štajerskih 7            | pustna sobota         |
| 26.2. | ↓ VESELA NEDELJA (ob 20. uri) ↓                              | pustna nedelja        |
| 26.2. | Gašperiči in Bič Boysi                                       | pustna nedelja        |
| 27.2. | TRADICIONALNA OTROŠKA MAŠKARADA (od 17 do. 19. ure)          | pustni ponedeljek     |
| 27.2. | ↓ TEXAS WESTERN NIGHT (ob 20. uri) ↓                         | pustni ponedeljek     |
| 27.2. | Brendi, Irena Vrčkovnik s spremljevalno skupino, Dežur       | pustni ponedeljek     |
| 28.2. | PUSTNO RAJANJE OSNOVNOŠOLCEV (popoldan)                      | pustni torek          |
| 28.2. | ↓ ATOMSKI FINALE (ob 20. uri) ↓                              | pustni torek          |
| 28.2. | Atomik Harmonik in Saška Lendero                             | pustni torek          |

## Nagrade
Komisija v sestavi Milan Gabrovec, Sanja Veličkovič in Majda Goznik je skupni nagradni sklad 1.200.000 tolarjev razdelila med 13 karnevalskih skupin. Aktualnih tem je bilo malo ali skoraj nič, nihče ni obdelal značilne lokalne politike, vsi so se bolj vrgli na zabavljaštvo, kar pust tudi je. Še ptičje gripe se niso lotili, ker naj bi jo po novem preganjali kurenti, pa še ti so odpovedali, ker jim jo je ponovno zagodel sneg.

### Karnevalske skupine
|             | Nastopajoči                               |
| ----------- | ----------------------------------------- |
| 1. nagrada  | »Kremenčkovi« (KTD Dravci)                |
| 2. nagrada  | »Pujsi« (Stojnci)                         |
| 3. nagrada  | »Turbofolk«                               |
| 4. nagrada  | »Tlačani«                                 |
| 5. nagrada  | »Španci«                                  |
| 6. nagrada  | »Mušketirji«                              |
| 7. nagrada  | »Havajci iz Stojncev« (Spodnja Dolenšina) |
| 8. nagrada  | »Mozarti«                                 |
| 9. nagrada  | »Peki«                                    |
| 10. nagrada | »Dupleška mornarica«                      |
| 11. nagrada | »Možje v pajkicah«                        |
| 12. nagrada | »Elvis«                                   |
| 13. nagrada | »Mafija«                                  |

## Etnografski liki
Avtohtoni etnografski liki iz Ptujskega polja, Dravskega polja ter z območja Haloz:
| - "Kurent" ali "Korant" (glavni etnografski lik) - "Pustni plesači" (Pobrežje, Videm) - "Pokači" (za srečo in blagostanje) - "Ploharji" (za čaranje plodnosti) - "Orači" (zarišejo magični krog) - "Hudič" (bojte, bojte, prihaja) - "Kopjaš" (ženitni lik) - "Cigani" (Dornava) | - "Moža išče kopanja" (slamnata nevesta) - "Kurike in piceki" (za dobro letino) - "Nagajivi medved" (Ptujsko polje) - "Baba deda nosi" (duhovi rajnih) - "Jürek in rabolj" (Haloze) - "Vile" (Zabovci) - "Ruse" (Ptujsko polje) |  |

## 7. Princ karnevala
Klinc Hauptmann Spuhljanski (Marko Klinc), najbolj znan izdelovalec kurentij, 7. princ karnevala, z enoletnim mandatom, je ob uradni otvoritvi pusta (18.2.) od ptujskega župana prejel ključe mestne hiše in za 11 dni prevzel mestno oblast. In jo ob pokopu pusta (28.2.) spet predal nazaj.
Klinc je sicer najbolj znan in množičen izdelovalec kurentij, z svojo delavnico v Spuhlji, z dolgo tradicijo, kjer je začel že njegov oče sredi 1960ih.

## Trasa

### Otvoritveno srečanje slovenskih pustnih likov in mask (18.2.)
- Zadružni trg (start) – Pešmost – Dravska – Minoritski trg – Krempljeva – Mestni trg – Miklošičeva – Mestna tržnica (zaključek)

### Mednarodna karnevalska povorka (26.2.)
- Potrčeva (start) – Slomškova – Miklošičeva – Mestni trg – Krempljeva – Minoritski trg – Dravska – Miheličeva galerija (zaključek)

## Bližnji etnografski fašenki

### V okolici Ptuja
| #   | Povorka         | Dan               | Od   |
| --- | --------------- | ----------------- | ---- |
| 15. | Markovci        | pustna nedelja    | 1992 |
| 14. | Cirkovce        | pustni torek      | 1993 |
| 13. | Cirkulane       | pustna sobota     | 1994 |
| 11. | Videm pri Ptuju | pustni ponedeljek | 1996 |
| 7.  | Majšperk        | pustna sobota     | 2000 |